# Katja Merlin
Katja Merlin (31 maart 1966) is een Belgische voormalige atlete, die zich had toegelegd op de marathon. Zij behaalde drie Belgische titels op de marathon.

## Biografie
In 1999 werd Merlin voor het eerst Belgisch kampioene op de marathon. In 2000 en 2001 kon ze haar titel verlengen.
Merlin was aangesloten bij Atletiekclub Zele,  Atletiek Vereniging Toekomst en Racing Club Gent Atletiek.

## Belgische kampioenschappen
| Onderdeel | Jaar             |
| --------- | ---------------- |
| marathon  | 1999, 2000, 2001 |

## Persoonlijke records
| Onderdeel | Prestatie | Datum          | Plaats |
| --------- | --------- | -------------- | ------ |
| marathon  | 2:37.09   | 3 oktober 1999 | Gent   |

## Palmares

### 10.000 m
- 1996:  BK AC in Sint-Niklaas – 36.31,47

### 10 mijl
- 1997:  Antwerp 10 Miles – 57.38
- 1999:  Oostende-Brugge Ten Miles – 55.50

### halve marathon
- 1998:  halve marathon van Rijsel – 1:14.50
- 2000:  BK AC – 1:16.22

### marathon
- 1997:  Marathon van Antwerpen – 2:44.05
- 1998:  Marathon van Antwerpen – 2:39.37
- 1999:  Marathon van Antwerpen – 2:39.02
- 1999:  BK AC in Gent – 2:37.09
- 2000:  BK AC in Torhout – 2:45.17
- 2001:  BK AC in Gent – 2:48.31